# ハシビロコウ
ハシビロコウ（嘴広鸛、学名：Balaeniceps rex）は、ペリカン目ハシビロコウ科ハシビロコウ属に分類される鳥類。本種のみでハシビロコウ科ハシビロコウ属を構成する（単型）。別名シュービル（英語: Shoebill）。
アフリカ大陸東部から中部の湿地帯に棲息し、ゆったりとした動きで、餌とするハイギョが水面に浮かんでくるまで数時間動きを止めることがあるため、「動かない鳥」として知られる。

## 分布と生息地
ハシビロコウは、アフリカ大陸東部から中部の熱帯にある淡水の沼に生息し、南スーダンからコンゴ民主共和国、ルワンダ、ウガンダ、タンザニア西部、ザンビア北部に分布している。西ナイル地方と南スーダンの隣接地域に最も多く、ウガンダとタンザニア西部の湿地帯にも相当数がいる。離れた地域では、マラウイ、ケニア、中央アフリカ共和国、カメルーン北部、エチオピア南西部で記録がある。また、迷鳥としては、オカバンゴ盆地、ボツワナ、コンゴ川上流域で目撃されている。この分布は、植物のカミガヤツリ（パピルス）と、ハイギョ（肺魚）の分布とほぼ一致するようである。
ハシビロコウは、渡りを行わない留鳥で、生息地の状況が困難になったり、人間によって生活環境が乱されたりするなどした場合に、季節性の限定的な移動を行う。
広大で鬱蒼とした淡水の湿地帯で繁殖し、ハシビロコウが好むほぼ全ての土地には、カミガヤツリと、ヨシやガマの葦原が広がっている。ハシビロコウの分布が、中央アフリカにおけるカミガヤツリの分布とほぼ一致しているとはいえ、カミガヤツリだけが茂る湿地は避け、植生の混在する地域に引き付けられることが多いようである。稀に、水田や氾濫した農園で採餌する姿が観察されている。

## 形態
大型の鳥類で、頭頂までの高さは110-140センチメートル、中には152センチメートルに達するものもある。翼開長230-260センチメートル。体重4-7キログラム。オスは平均5.6キログラムと、メス（平均4.9キログラム）よりも大きい。羽色は青みがかった灰色で、背では緑色の光沢を帯びる。後頭に短い冠羽がある。
巨大な嘴を持ち、淡黄色に不規則な灰色の模様がある。嘴峰長18.8-24センチメートル。和名は「嘴の広いコウノトリ」、英名の Shoebill は「靴のような嘴」を意味している。また、学名はラテン語で「クジラ頭の王様」という意味。脚は長く、ふ蹠長21.7-25.5センチメートル。中趾長は16.8-18.5センチメートル。

## 分類
サギ類、コウノトリ類、ペリカン類に類似した形態・生態から分類には諸説あったが、コウノトリ目に含める説が主流とされていた。骨格からペリカンに近縁とする説もあったが、主流ではなかった。ハシビロコウの分類には諸説あったが、伝統的にはコウノトリ目の下位に分類されることが多い。しかし、近年のDNA分析による分類ではペリカン類に近いことが分かってきた。その他、サギ類に近いという説もある。

## 生態

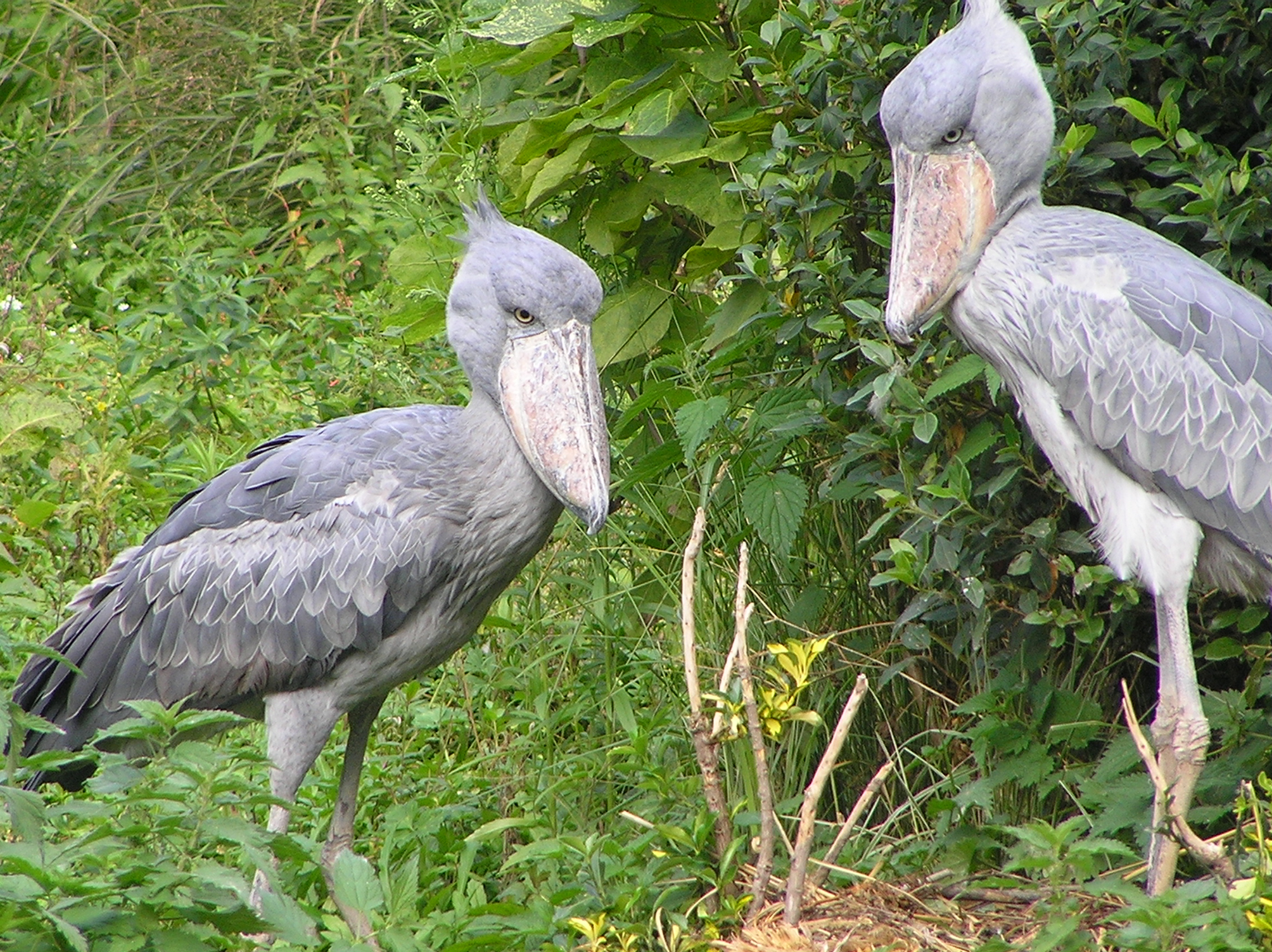
ハシビロコウのつがい

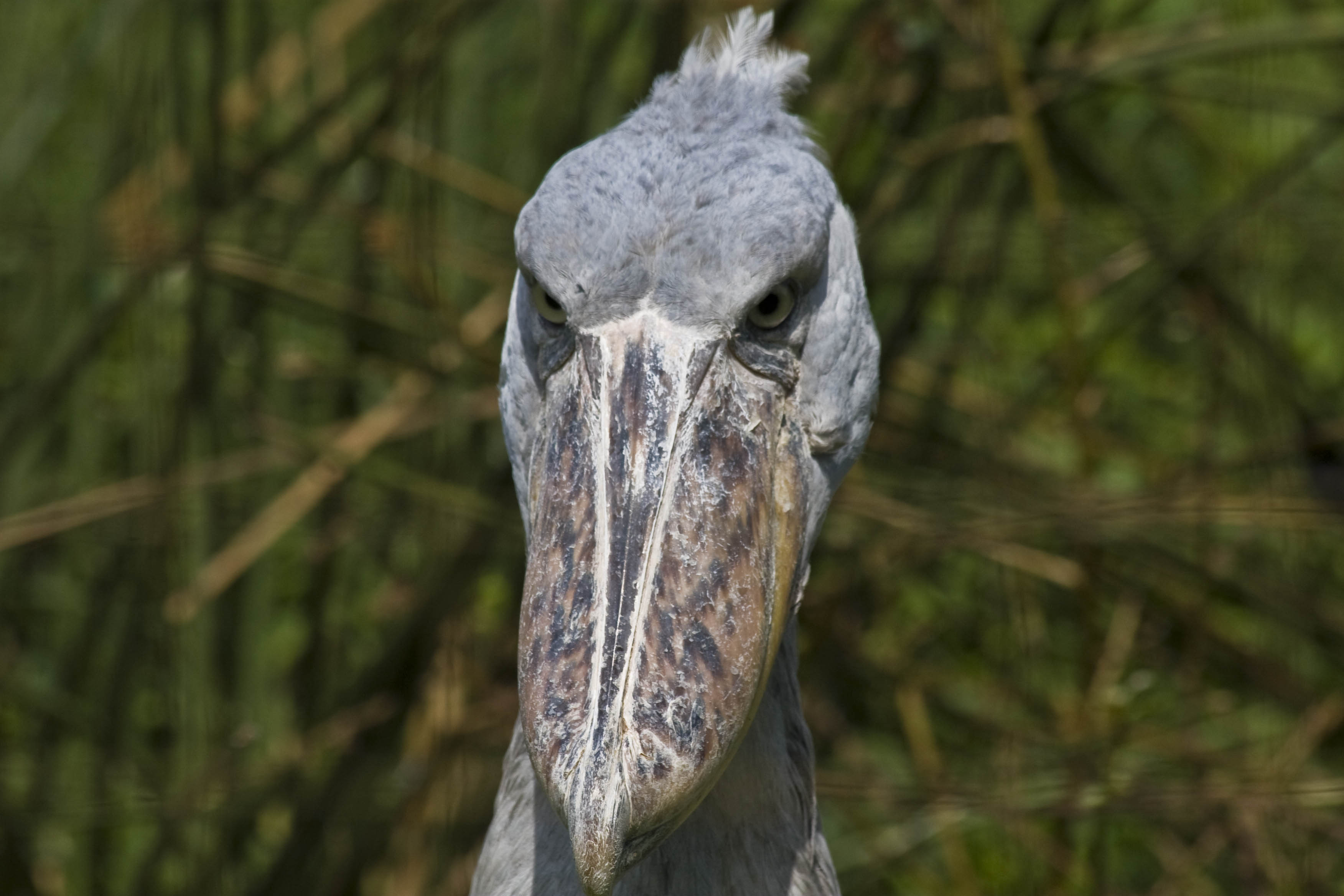
正面から見た頭部

南スーダン自治政府の紋章（非公式、2005年-2011年）

夜行性で、昼間はヨシやパピルスなどの草の間などで休む。単独で生活する。基本的には単独行動を好む。頸部をすぼめながら飛翔する。羽ばたきの回数は1分間に150回と、鳥類の中では非常にゆっくりとしている。長い飛翔は稀だが、興奮した際には、元いた場所から100-500メートルほど飛ぶこともある。鳴管が退化しており鳴くことは少ないが、嘴を打ち鳴らしたり（クラッタリング）飛翔中に鳴いたりすることもある。クラッタリングは嘴を叩き合わせるように激しく開閉して音を出す行動で、ディスプレイや仲間との合図に用いられる。クラッタリングの音は、銃撃戦にも例えられるような激しいものである。
食性は主に魚食性で、ハイギョの他、ポリプテルス・セネガルス、ティラピア、ナマズなどを食べる。カエル、水棲のヘビ、ナイルオオトカゲ、ワニの子供など、湿地に住む脊椎動物を食べることもある。嘴を下方へ向けたまま直立して動かずに、足元を通りかかった獲物を頸部を伸ばし嘴で咥えて捕食する。捕えた獲物は嘴を動かして破砕する。獲物を狙うときはじっとして動かず、これは大きな体で動き回って魚に警戒感を起こさせることを避けるためと考えられる。大型のハイギョなどを好み、ハイギョが空気を吸いに水面に浮かび上がる隙を見て、素早く嘴で捕まえ丸呑みする。消化には数時間を要し、その作業にそれなりのエネルギーが費やされる。カバが水中にいる際に魚を水面に追いやることがあり、その行動が期せずして、餌を獲ろうと水辺に立つハシビロコウのためになることがある。
草の間に水生植物を積み上げた産座の直径が1メートルに達する巣を作る。ペアの間ではクラッタリングやおじぎのようなディスプレイを行う。1 - 2個（3個の例もある）の卵を産む。雌雄交替で抱卵し、抱卵期間は約30日。生後3年で成熟する。

## 人間との関係

### 生息環境の悪化
農地開発や牧草地への転換などによる生息地の破壊、石油採掘や農薬、皮革廃液などによる水質汚染、家畜に踏みつけられることによる巣の破壊、食用・卵や雛も含めた飼育目的の狩猟・捕獲などにより生息数は減少している。1987年にワシントン条約附属書IIに掲載されている。生息数は1997年に1万2000 - 1万5000羽とする報告例があるが、2002年には5000 - 8000羽、2006年には1万羽以下とする報告例もある。

### 飼育と飼育下繁殖の試み
2022年までで、飼育下繁殖の成功例はベルギーとアメリカ合衆国の2例のみである（2008年のペリダイザ動物公園、旧称：パラディシオ公園（フランス語: Pairi Daiza）で生まれた雄と雌、および2009年にタンパ・ローリー・パーク動物園（英語: Lowry Park Zoo）で生まれた雌）。日本では那須どうぶつ王国（栃木県）のメス1羽を高知県立のいち動物園（香美市）へ移して、2022年12月19日から飼育下繁殖を促す。
実際の寿命は解明されていないが、高齢になるに従い瞳の色が金から青に変化する。伊豆シャボテン公園で飼育されていた「ビル」（生前はオスとされていたが、死後に行われた解剖でメスと判明した）は、進化生物学研究所において約10年飼育された後、1981年に来園し、2020年に老衰で亡くなったときは推定年齢50歳以上と日本国内で最も長寿のハシビロコウで、国内で唯一放し飼いにされていた。
性格が攻撃的であり、動物園などでは一つの鳥舎に複数の個体を入れておくと、互いに激しくつつき合って喧嘩をする。さらに、人間による飼育期間が長くなるほど、攻撃性が高まる傾向がある。このため、人の手による繁殖は非常に難しく、世界的にも手詰まりの状態にある。
動物園などでは、餌をくれる飼育員にお辞儀をするなど人間に対して刷り込み行動をとる傾向も見られるが、これは商業輸出のために野生で捕獲された際に雛だったために起きた性的刷り込みと考えられる。飼育下繁殖は、成鳥になってから捕獲されたペアでしか起きておらず、性的刷り込みにより人を繁殖対象と見ていることが繁殖の妨げになっていると考えられる。
2019年時点、世界で40 - 50羽が飼育されており、このうち日本国内が14羽を占める。2022年12月9日時点では、日本動物園水族館協会加盟の5施設で合計10羽である（下記参照）。

#### ハシビロコウがいる日本の動物園
- 千葉市動物公園（千葉県）
- 恩賜上野動物園（東京都）
  - 「動かない鳥」との印象に反し、よく動くハシビロコウが在園。
  - オスが1羽いたが、死亡し、メス3羽となった。（2025年5月20日時点[24]）
- 伊豆シャボテン動物公園（静岡県）
  - 世界最高齢[25]の「ビル」（英名「Shoebill」にちなんで）が在園。
  - 2020年8月6日、老衰でハシビロコウの「ビル」が亡くなった。
- 掛川花鳥園（静岡県）
- 神戸どうぶつ王国（兵庫県）
- 松江フォーゲルパーク（島根県）
- 高知県立のいち動物公園（高知県）
  - 那須どうぶつ王国（栃木県）に在園していた「カシシ」が繁殖のため、引っ越し。2022年12月18日以降、那須どうぶつ王国にハシビロコウは在園していない。[26]）

## 画像

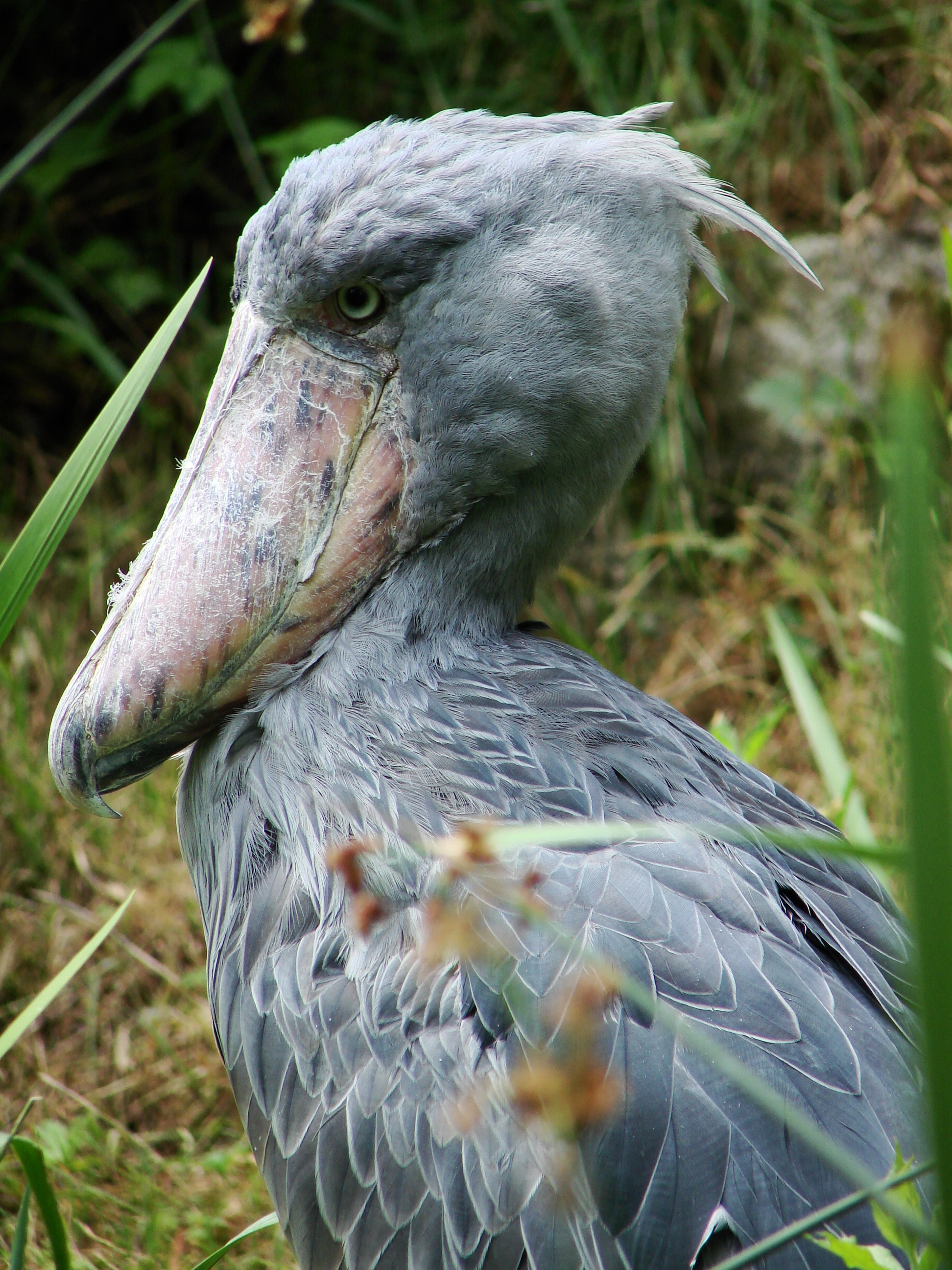
頭部
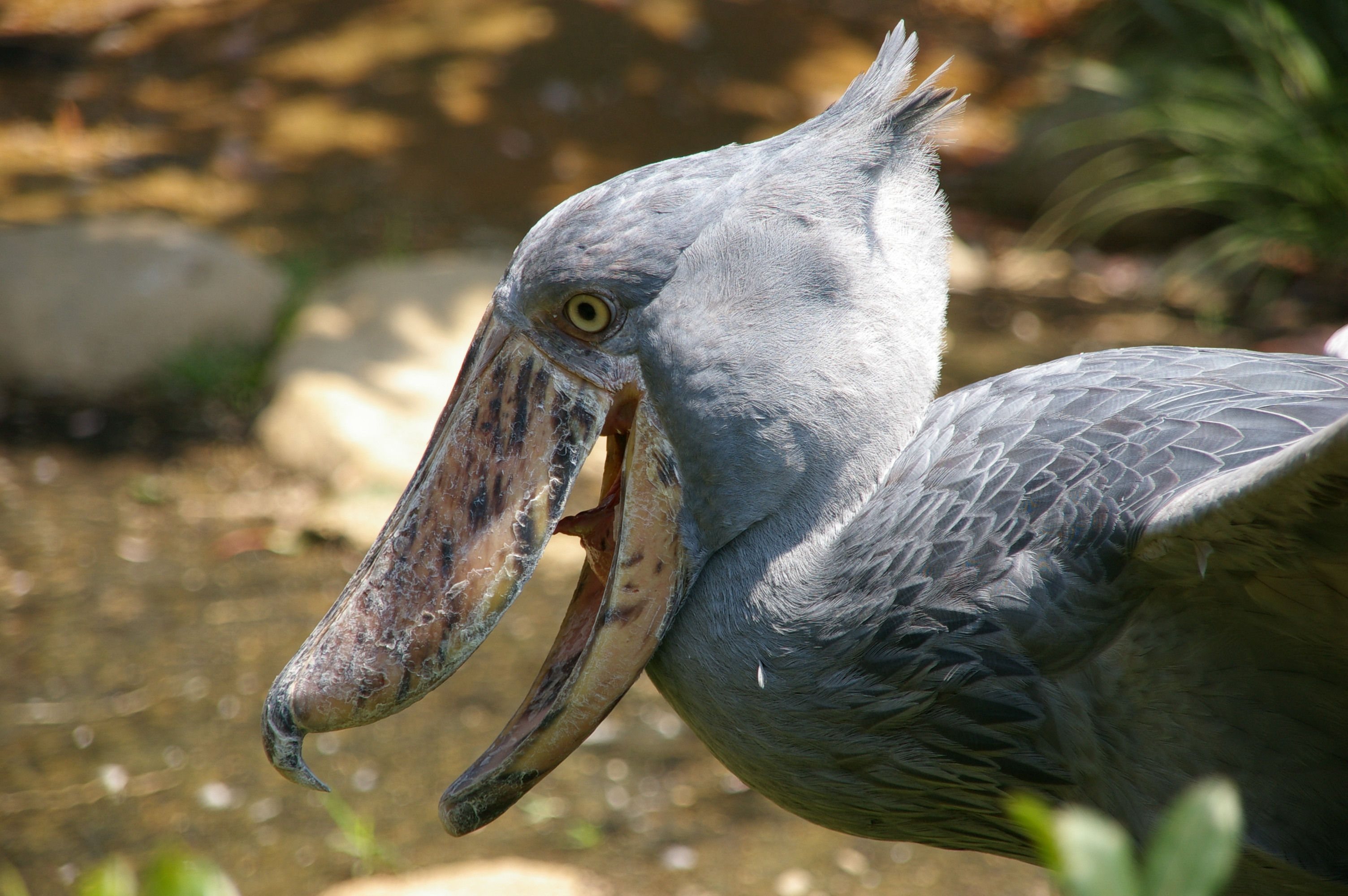
嘴を開いたハシビロコウ
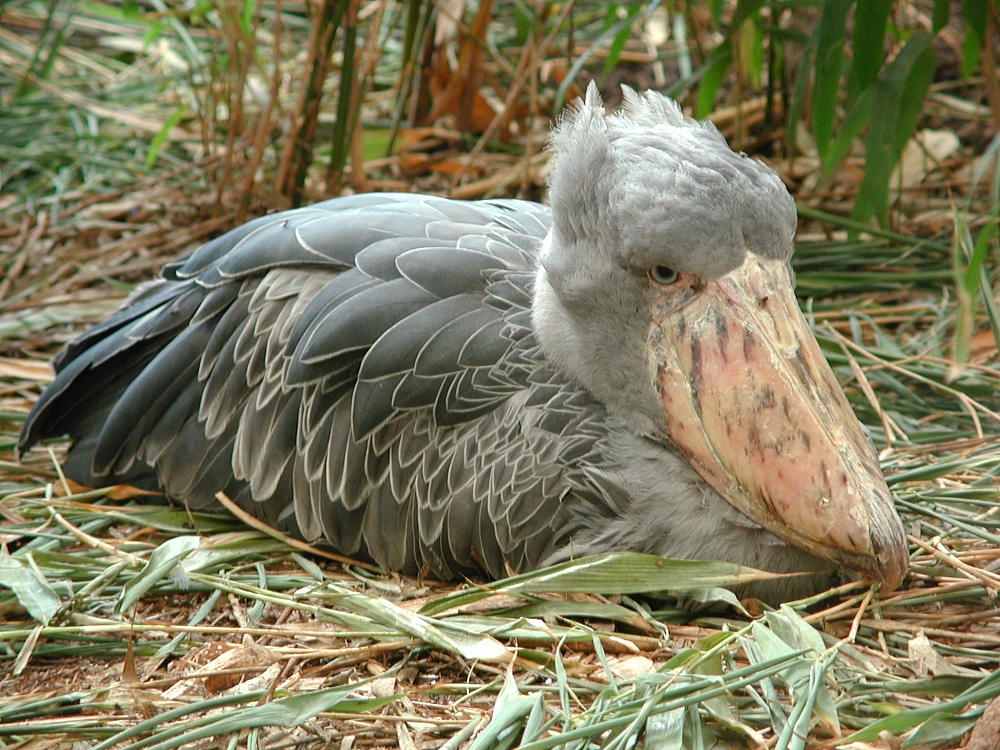
座っているハシビロコウ
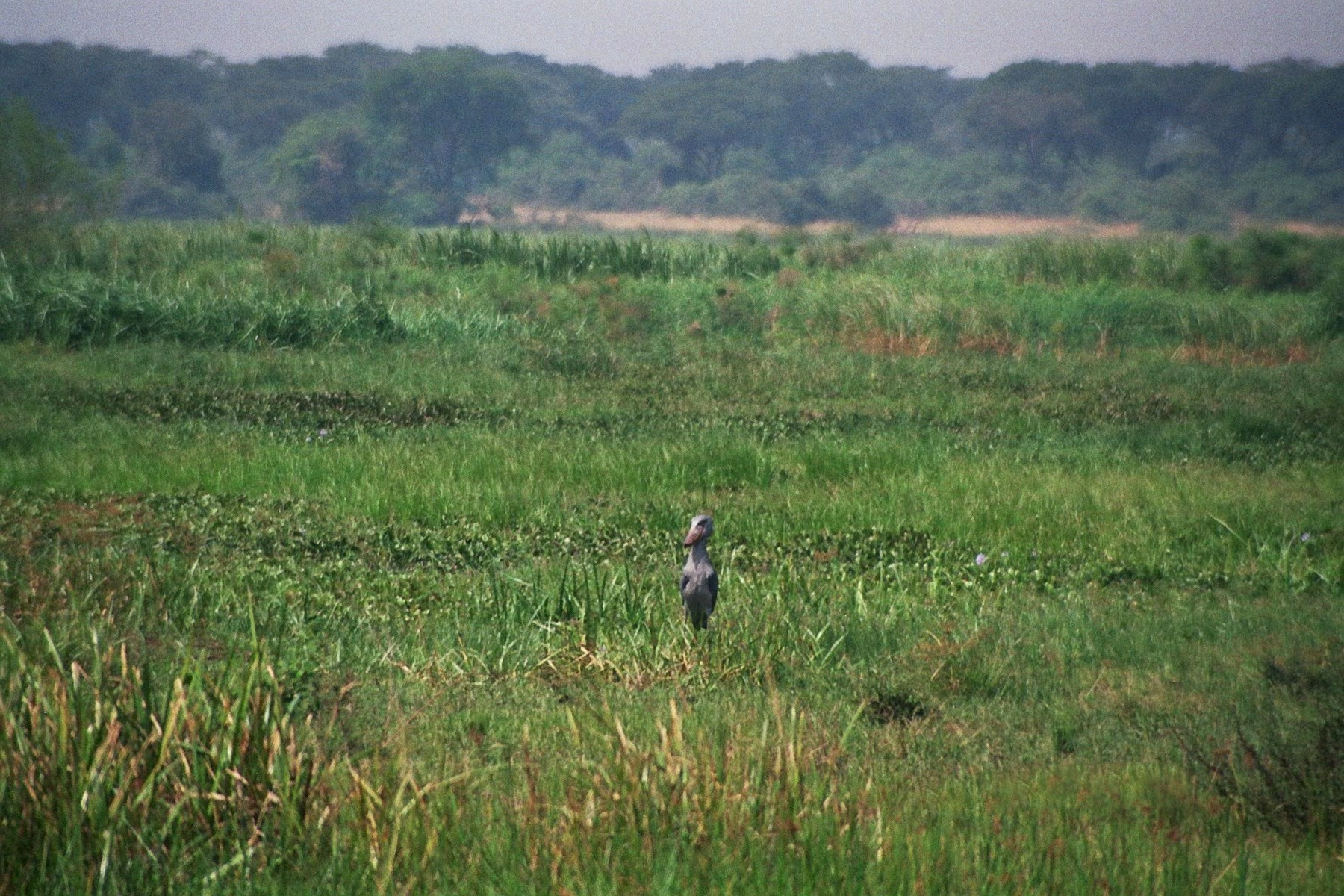
ウガンダのハシビロコウ
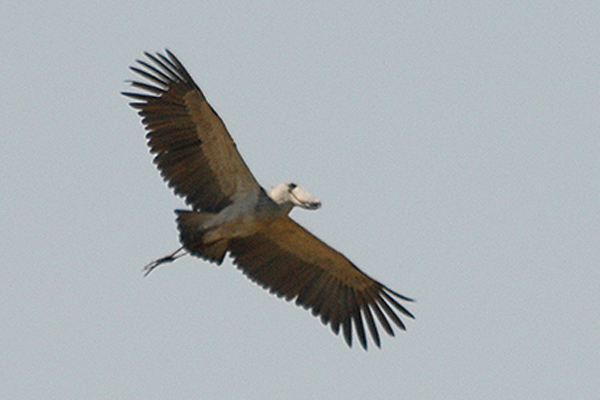
飛行
- 動画